# Platylabus balearicus
Platylabus balearicus är en stekelart som beskrevs av Hedwig 1939. Platylabus balearicus ingår i släktet Platylabus och familjen brokparasitsteklar. Inga underarter finns listade i Catalogue of Life.